# 李亨祠堂
李亨祠堂位於四川省自貢市大安區，文物遺址年代判定為清。2012年7月16日公佈為第八批四川省文物保護單位。

## 簡介[2]
李亨祠堂位於四川省自貢市大安區新民鎮董家村，建於清道光年間，坐東南向西北，占地面積3040平方公尺，建築面積2028平方公尺。整體建築為四合院佈局，由11個大小不等的天井構成。李亨祠堂是清代自貢著名大鹽商李振亨的祖祠，它對研究自貢清代的鹽商建築和鹽業經濟發展歷史具有重要價值。2009年，李亨祠堂被自貢市人民政府公佈為市級文物保護單位。